# Camptocosa texana
Camptocosa texana är en spindelart som beskrevs av Dondale, Jiménez och Nieto 2005. Camptocosa texana ingår i släktet Camptocosa och familjen vargspindlar. Inga underarter finns listade.